# Júlio Ferry Borges
Júlio Ferry do Espírito Santo Borges (Lisboa, 1922 – setembro de 1993) foi um engenheiro civil português.
Graduado em engenharia civil pelo Instituto Superior Técnico em 1945.
Recebeu o Prêmio Internacional de Mérito em Engenharia Estrutural de 1985.
Ele foi membro fundador do Joint Commitee on Structural Safety (JCSS) e foi seu presidente de 1971 a 1990 . Foi ainda doutor «honoris causa» pela Faculdade de Engenharia da Universidade do Porto (1991).